# Língua abcázia
O abcázio, abecásio, abecázio, abecaze, abcaze ou abcaziano (em alfabeto abcázio: аҧсуа бызшәа) é um idioma falado principalmente na Abcázia, república autônoma separatista da Geórgia, fronteiriça com a Rússia, e classificado no grupo das línguas caucasianas do noroeste.
A maior parte dos falantes do abcázio vive no território da Abcázia, na costa ocidental do Mar Negro, onde (desde 1995) a constituição da Geórgia garantiu a sua condição de segunda língua oficial do país. Fora de sua área de origem, o abcázio é falado por milhares de pessoas da "diáspora abcázia" (século XIX), principalmente na Turquia, Geórgia (região de Adjara), Rússia, Síria e Jordânia, além de comunidades de refugiados abcázios na Europa e Estados Unidos.

## Classificação
O abcázio é uma língua caucasiana do noroeste, relacionada com as línguas caucasianas do nordeste, ambas do grupo das línguas norte-caucasianas. Alguns linguistas a consideram também como parte da macrofamília "dene-caucasiana", mas essa é uma hipótese pouco aceita pela maioria dos especialistas. As línguas norte e sul-caucasianas podem se enquadrar em um outro macro grupo — o das línguas ibero-caucasianas (ou simplesmente caucasianas).
O abcázio é às vezes agrupado com a língua abaza como se fosse uma só, formando a língua abcázio-abaza, como expoente de uma gama de variações dialetais. De fato, os dois idiomas são muito similares em gramática, mas diferem quanto à fonética, o que os faz ser considerados como línguas distintas. Alguns linguistas também incluíram o extinto idioma ubykh como uma variante do abcázio-abaza.

## Dialetos
- Abzhywa, falado no Cáucaso, denominado a partir da região "Abzhywa" (Абжьыуа), ou Abzhui, a forma russa para esse dialeto, cuja nome assim vem do nome russo dessa área (Абжуа). A forma literária do abcázio é nesse dialeto. Este é também o dialeto com mais sons consoantes e com apenas dois sons vogais
- Bzyb, falado no Cáucaso e Turquia. O nome vem da área "Bzyb" (бзыҧ).
- Sadz, falado na Turquia e perto da cidade de Batumi (Adjaria, Georgia) na aldeia de Peria (ფერია), antes falado também entre os rios Bzyp e Khosta.

## Escrita
Há registros da transcrição do abcázio em alfabeto árabe, localizada pelo viajante turco Evliya Çelebi no século XVII. A partir de  1862, o abcázio passou a ser escrito com um alfabeto próprio de 37 letras, adaptado do cirílico pelo linguista barão Peter von Uslar. Em 1892 foi desenvolvida uma nova adaptação do alfabeto cirílico para a língua abcázia, por Dimitri Gulya e Konstantin Machavariani. Em 1909, Aleksey Chochua acrescentou 18 letras cirílicas.
Após a separação da Rússia, um alfabeto baseado no latino, com 55 letras, foi desenvolvido pelo linguista russo-georgiano Nikolai Marr e utilizado oficialmente de 1926 a 1928, sendo depois substituído por outra escrita latina. Em 1938, o ditador soviético Josef Stalin impôs o alfabeto georgiano, que foi usado na Abcázia até sua morte, em 1953. Contudo, o stalinismo reprimiu a literatura em língua abcázia.
Após 1954, a Abcázia voltou a utilizar o alfabeto cirílico convencional, acrescido de 14 letras adicionais (consoantes), o que somam 64 sinais (dos quais 19 são combinações de consoantes novas ou tradicionais).
Há estudos no sentido de prover uma forma do alfabeto latino para o abcázio.

## Fonologia

### Vogais
Há apenas duas vogais na língua abcázia; uma aberta /a/ e outra fechada /ɨ, ǝ/. Estas duas vogais apresentam uma larga faixa alofônica, dependendo das consoantes:  [i] e [e] junto a palatais, [u] e [o] junto a labiais,  [y] e [ø] com lábio-palatais. /a/ tem uma variante longa /aː/, consequente dos antigos */ʕa/ ou */aʕ/, como na língua abaza.

### Consoantes
|             |              | Labial | Alveolar | Alveolar     | Pós-alveolar | Pós-alveolar | Álveo-palatal | Álveo-palatal | Retroflexa | Velar        | Velar         | Velar | Uvular       | Uvular         | Uvular                        | Uvular | Uvular       | Faringal | Faringal |
| Plana       | Labialização | Labial | Plana    | Labialização | Plana        | Labialização | Palatalização | Plana         | Retroflexa | Labialização | Palatalização | Plana | Labialização | Faringalização | Labialização + faringalização | Plana  | Labialização |          |          |
| Oclusiva    | Surda        | p      | t        | tʷ           |              |              |               |               |            | kʲ           | k             | kʷ    |              |                |                               |        |              |          |          |
| Oclusiva    | Sonora       | b      | d        | dʷ           |              |              |               |               |            | ɡʲ           | ɡ             | ɡʷ    |              |                |                               |        |              |          |          |
| Oclusiva    | Ejetiva      | pʼ     | tʼ       | tʷʼ          |              |              |               |               |            | kʲʼ          | kʼ            | kʷʼ   | qʲʼ          | qʼ             | qʷʼ                           |        |              |          |          |
| Africada    | Surda        |        | ʦ        |              | ʧ            |              | ʨ             | ʨʷ            | ʈʂ         |              |               |       |              |                |                               |        |              |          |          |
| Africada    | Sonora       |        | ʣ        |              | ʤ            |              | ʥ             | ʥʷ            | ɖʐ         |              |               |       |              |                |                               |        |              |          |          |
| Africada    | Ejetiva      |        | ʦʼ       |              | ʧʼ           |              | ʨʼ            | ʨʷʼ           | ʈʂʼ        |              |               |       |              |                |                               |        |              |          |          |
| Fricativa   | Surda        | f      | s        |              | ʃ            | ʃʷ           | ɕ             | ɕʷ            | ʂ          |              |               |       | χʲ           | χ              | χʷ                            | χˁ     | χˁʷ          | ħ        | ħʷ       |
| Fricativa   | Sonora       | v      | z        |              | ʒ            | ʒʷ           | ʑ             | ʑʷ            | ʐ          |              |               |       | ʁʲ           | ʁ              | ʁʷ                            |        |              |          |          |
| Nasal       | Nasal        | m      | n        |              |              |              |               |               |            |              |               |       |              |                |                               |        |              |          |          |
| Aproximante | Aproximante  |        |          |              |              |              | j             | ɥ             |            |              |               | w     |              |                |                               |        |              |          |          |
| Vibrante    | Vibrante     |        | r        |              |              |              |               |               |            |              |               |       |              |                |                               |        |              |          |          |
| Lateral     | Lateral      |        | l        |              |              |              |               |               |            |              |               |       |              |                |                               |        |              |          |          |

Fonemas em verde são dos dialetos bzyp e abcázio, não no Abzhywa; fonemas em vermelho são apenas do Bzyp. Assim o total de consoantes Abcaz é 58 em Abzhywa, 60 em Sadz, 67 em Bzyp. Em Sadz a geminação de consoantes é distintiva: /a.χʷa/ cinzas contrasta com /a.χːʷa/ verme. Já em Abzhywa e Bzyp, há somente a forma /a.χʷa/.
Muitos dos sons unificados do Sadz estão em posições onde uma consoante foi elidida do inicio de um encontro consonantal das línguas protocaucasianas, conf. do iiubique /tχʷa/ (cinzas). Estudiosos com Chirikba (2003) preferem considerar que Sadz tem 100 consoantes, sendo mais consoantes mesmo que o iiubique (80 a 84), ao considerar as geminações como consoantes a mais. Isso, porém, não é um critério usual para fazer um inventário de sons.
O total das consoantes bzyp parece tirado do total do proto-abcázio menos as consoantes de Abzhywa e Sadz. Álveo-palatais fricativas plenas foram aglutinadas com as correspondentes alveolares de Abzhywa e Sadz Abcaz (comparar Bzyp /a.ʨ’a.ra/ conhecer com. Abzhywa /a.ʦ’a.ra/); Em Abzhywa as Álveo-palatais bilabiais fricativas se juntaram às correspondentes post-alveolares (comparar Bzyp /a.ɕʷa.ra/ medir com. Abzhywa /a.ʃʷa.ra/).
As fricativas dorsais não faringalizadas do abcázio são percebidas tanto como velares ou uvulares, dependendo do contexto onde estão. Aqui foram consideradas como uvulares. Quando as aproximantes palatais labializadas /ɥ/ aqui consideradas como aproximantes, são um reflexo das fricativas faringais sonora labializadas preservadas em "Abaza". O legado da origem desse fonema é uma leve constrição da faringe de alguns falantes, resultando em [ɥˁ].

## Amostra de texto
Дарбанзаалак ауаюы дшоуп ихы дақъиҭны. Ауаа зегь зинлеи патулеи еийароуп. Урҭ ирымоуп ахшыюи аламыси, дара дарагь аешьеи реиҩш еизыйазароуп.
Transliteração
Darbanzaalak auajuy dšoup ihy daķ'iţny. Auaa zeg' zinlei patulei eijaroup. Urţ irymoyp axšyjui alamysi, dara darag' aeš'ei reiòš eizyjazaroup.
Em português
Todos os seres humanos nascem livres e iguais em dignidade e direitos. São providos de razão e consciência e devem agir em relação uns aos outros num espírito de fraternidade.